# 紫勋系
紫勋系（ Lithops lesliei）是番杏科（ Aizoaceae ）生石花。
由于其药用性被破坏性开采。

## 描述
紫勋系生石花多生长于于草原和热带草原的多岩石地区，喜在植物的树荫下生长。

## 分布情况
紫勋系是石花中繁衍最成功、分布最广泛的品种。主要分布在南非东北部，少数分布在博茨瓦纳。值得注意的是随着城市的扩张和开垦农田石花的栖息地在被逐渐侵蚀，这个现象在很多临近城镇的石花栖息地都有所发生，一部分紫勋种群的栖息地由于靠近城市或者属于可以耕种的泥沙土质已经从地图上消失，并且在当地紫勋还被作为药用植物而被一部分人破坏性采集。

## 品种
- 紫勋（subsp. lesliei）

- 紫勋（var. lesliei)
- 宝留玉（var. hornii）
- 真理玉（var. mariae）
- 小型紫勋（var. minor)
- 紫褐紫勋（var. rubrobrunnea）
- 弁天玉（var. venteri）

- 宝奇玉（subsp. burchellii）